# Срђан Чебинац
Срђан Чебинац (Београд, 8. децембар 1939) бивши је југословенски и српски фудбалер.

## Каријера
Поникао је у млађим категоријама београдског Партизана. Пошто није успео да се избори за значајнију минутажу у тиму, у лето 1961. отишао у ОФК Београд. У дресу „романтичара“ са Карабурме је одиграо 50 првенствених сусрета и постигао 24 голова.
Од 1965. играо у иностранству. Наступао је за немачки Келн (1965-66), холандске екипе Ситардија (1966-68) и Фортуна СЦ (1971-72). Играо је и у бечкој Аустрији Беч од 1968. до 1970. године. Каријеру је окончао у швајцарском друголигашу Аарауу (1973-74), а поново се вратио на терен у сезони 1979/80. као играч и тренер швајцарског Нордстерн Базела.
За репрезентацију Југославије наступио је на једном мечу: 18. марта 1964. против Бугарске (1:0) у Софији.
Његов брат близанац је српски фудбалер Звездан Чебинац.

## Успеси
Партизан
- Куп Југославије: 1957.

ОФК Београд
- Куп Југославије: 1962.

Аустрија Беч
- Бундеслига Аустрије: 1969.